# Bitka pri Jeni
Bitka pri Jeni-Auerstedtu 14. oktobra 1806 je bila bitka med vojskama Napoleona I. in Friderika Viljema III. Pruskega na planoti zahodno od reke Salle v sedanji Nemčiji. Pruska vojska je bila v bitki katastrofalno poražena. Francozi so zasedli Kraljevino Prusijo in jo obdržali do ustanovitve Šeste koalicije leta 1812.
V bitki pri Jeni se je bojevalo več osebnosti, ki so kasneje temeljito reorganizirali prusko armado, med njimi Gebhard von Blücher, Karl von Clausewitz, August Neidhardt von Gneisenau, Gerhard von Scharnhorst in Hermann von Boyen. 

## Velikost in razporeditev armad
Obe armadi sta bili razdeljeni v dva dela. Pruska je bila v zelo slabem stanju. Karel Viljem Ferdinand Brunsviški je imel 71. let, vsi drugi komandanti pa so bili v 60. letih. Vojska je še vedno uporabljala taktiko in urjenje iz časa Friderika II. Velikega. Njen najšibkejši člen je bil generalni štab. Večina divizij je bila slabo organizirana in ni medsebojno komunicirala. Pruska vojska je bila razdeljena na tri oddelke:
- 60.500 vojakov pod poveljstvom brunsviškega vojvode Karla Viljema Ferdinanda,
- 38.000 vojakov pod poveljstvom Friderika Ludvika,  fürsta zu Hohenlohe-Ingelfingenskega in
- 15.000 vojakov pod poveljstvom Ernsta von Rüchela.

Francoska Grande Armée je bila zelo dobro organizirana in vodena. V njej je bila dobra mešanica starih in bolj izkušenih maršalov in mlajših perspektivnih maršalov. Glavnina Napoleonove vojske je imela 116.000 vojakov:
- IV. korpus Nicolasa Jean de Dieu Soulta
- V. korpus Jeana Lannesa
- VI. korpus  Michela Neya
- VII. korpus Pierra Augereauja
- konjenico Joachima Murata

Bolj severno, v bližini Auerstedta, sta bila
- I. korpus Jean-Baptista Bernadotta (20.000 vojakov)
- III. korpus  Louisa Nicolasa Davouta (27.000 vojakov.

## Pregled
Bitka se je začela, ko je del glavnine Napoleonove vojske pri Jeni naletel na Hohenlohejeve čete. Cesarjeve enote so sprva štele samo 48.000 mož, vendar so se zaradi skrbnega načrtovanja in hitrih premikov hitro povečale na 96.000 mož. Prusi so počasi dojemali stanje na bojišču in še počasneje ukrepali. Hohenlohejeva vojska 38.000 mož je bila že pred prihodom Ruchelovih 15.000 mož iz Weimarja popolnoma uničena. 10.000 mož je bilo ubitih ali ranjenih, 15.000 mož pa ujetih. Francozi so v tej sicer ostri bitki  izgubili samo 5.000 mož.  Napoleon je bil zmotno prepričan, da se je spopadel z glavnino pruske vojske.
V Auerstedtu, malo severno od Jene, sta Davout in Bernardotte dobila ukaz, naj prideta Napoleonu na pomoč. Davout se mu je poskušal pridtužiti preko Eckartsberga, Bernadotte pa preko Dornburga. Davoutovo pot proti jugu je blokirala pruska glavnina 60.500 mož, vključno s pruskim kraljem, brunsviškim vojvodom in feldmaršaloma von Möllendorfom in von Kalckreuthom. Začela se je bitka, v kateri je bilo razmerje moči dva proti ena v korist Prusov.  Davoutov izredno izurjen III. korpus se je uspešno upiral več pruskim napadom in zatem prešel v protinapad in pognal Pruse v beg. Bernardotte je od daleč opazoval bitko, vendar ni ukrepal in priskočil Davoutu na pomoč, zaradi česar ga je kasneje Napoleon ukoril.

## Bitka pri Jeni

### Načrt
Pruska armada je bila razdeljena v tri dele, zbrane iz cele Prusije. Njena najšibkejša točka leta 1806 je bila njeno vrhovno poveljstvo, v katerem je bilo na posameznih položajih tudi več častnikov. Na položaju načelnika štaba, na primer, so bili trije častniki: general Phull, polkovnik Gerhard von Scharnhorst in polkovnik Rudolf Massenbach. Posledica zmedenega sistema poveljevanja so bili zapleti, ki so povzročili več kot mesec dni zamude pri začetku načrtovanja bitke. Druga velika ovira je bila izdelava enotnega načrta bitke. Štab je dobil v razpravo kar pet glavnih načrtov, zato se je iniciativa premaknila na francosko stran. Pruski načrti so postali reakcija na premike Napoleonove vojske. 
Četudi so Prusi začeli mobilizirati vojake skoraj mesec pred Francijo, je bil Napoleon po ruski zavrnitvi priznanja poraza po vojni Tretje koalicije bolj pripravljen na vojno kot nasprotniki. Napoleon je pripravil načrt, kako prisiliti Pruse v odločilno bitko, podobno bitki pri Austerlitzu, in prehiteti prusko ofenzivo. Ker je bila glavnina francoske Velike armade  na ozemlju sedanjega Baden-Württemberga v jugozahodni Nemčiji, se je Napoleon odločil za pohod proti severovzhodu skozi Saško proti Berlinu.

### Bitka pri Jeni
Bitka se je začela zjutraj 14. oktobra 1806 na travnatih poljih blizu Jene. Francozi so začeli bitko z napadom na obeh krilih in dali enotam na sredini fronte čas za pripravo za napad. Spopadi niso imeli odločilnega uspeha, dokler ni napadel francoski general  Saint-Hilaire  in osamil pruski levi bok.
Maršal Michel Ney je medtem izvedel vse premike po Napoleonovih ukazih in napadel, četudi ni imel ukaza za napad. Izkazalo se je, da bi se napad lahko končal katastrofalno. Na začetku je bil uspešen, potem pa se je znašel pot težkim ognjem pruskega topništva. Pruski general je ukazal protinapad in obkolil Neyeve oddelke. Napoleon je prepoznal Neyeve težave in mu na pomoč poslal maršala Jeana Lannesa. 
Lanessov premik na krilo je oslabil sredino fronte, zato je Napoleon tja poslal cesarsko gardo. Premiki oddelkov so pokazali, da je bila Napoleonova največja moč njegova prilagodljivost. Pruski poveljniki niso izkoristili težav Francozov in niso prevzeli iniciative, kar se je izkazalo za usodno. Neaktivna pruska pehota je postala žrtev francoskega topništva in strelcev. Eden od pruskih generalov je kasneje napisal, da je bilo "področje ob vhodu v vas prizorišče najbolj groznega prelivanja krvi in pokola".  
Okoli 13. ure se je Napoleon odločil za odločilen napad. Obema kriloma je ukazal, naj pritisneta in se prebijeta skozi pruske vrste in obkolita center pruske vojske. Napad je bil uspešen in pognal v beg več pruskih divizij. Po zlomu kril je bila pruska vojska prisiljena na umik. V bitki je bilo ubitih ali ranjenih 10.000 pruskih vojakov. 15.000 vojakov so Francozi ujeli in zaplenili 150 topov.

## Bitka pri Auerstedtu
Divizija generala Étienna Gudina je iz Naumburga krenila že pred 6:30 zjutraj. Ob 7. uri sta njegove lovce (chasseurs) pred Poppelom ustavili pruska konjenica in topništvo. Ko je Davout izvedel za prusko vojsko, je ukazal Gudinu, naj s svojo vojsko krene proti Hassenhausnu.
Pruski vojski je poveljeval general Friderik Viljem Karl von Schmettau. Njegova divizija je imela ukaz, da prepreči prodor Francozov čez prelaz Kösen. Medtem ko so se Schmettauove čete pripravljale za napad na Hassenhausen, je na bojišče prišel Blücher s svojo konjenico in se postavil na Schmettauovo levo. Njun napad je prisilil Francoze na umik v vas.
Ob 8:30 sta prišla na bojišče Wartensleben in brunsviški vojvoda, ki je poveljeval svoji pehoti na levem krilu in konjenici na desnem. Ob 9:30 je na bojišče prišla še divizija generala Louisa Frianta z dvanajst funtnimi topovi in se postavila na Gudinovo desno. Napad Francozov je prisilil umik Blücherjeve konjenice. Ker Blücher  ni imel nobene izbire, je  ukazal protinapad. V tem trenutku sta Hassenhausen napadla tudi dva Wartenslebnova polka.
Vsi pruski napadi so se izjalovili. Trije pruski polki so bili uničeni, pehota pa je bila potisnjena nazaj. V tem kritičnem trenutku je moral brunsviški vojvoda drastično ukrepati, zato je malo pred 10. uro ukazal frontalen napad na Hassenhausen. Do 10. ure je bil brunsviški vojvoda smrtno ranjen. Težko ranjen je bil tudi Schmettau. Po izgubi obeh poveljujočih častnikov se je prusko poveljstvo razsulo, vojski pa je grozil razpad. 
Prusko stran so okoli 10:3O okrepile Oswaldova konjenica in enote kasnejšega nizozemskega kralja Viljema I. Kralj je polovico svojih enot razporedil na levo, drugo polovica pa na desno krilo. Na francoski strani je na bojišče prišla Morandova divizija in okrepila Gudinovo levo krilo. Gudin je ob 11. uri ukazal pehoti protinapad. Francozi so do poldneva prebili center Schmettauovih enot in ga prisilili na umik preko reke Lissbach. Blücherjeva konjenica je bila razbita, medtem ko je Wartensleben poskušal prerazporediti svoje enote. Prusi so spoznali, da je njihov poraz neizbežen, in kralj je ukazal umik.
Davoutov korpus je imel 7.052 mrtvih in ranjenih, Prusi pa več kot 13.000

## Posledice
Napoleon sprva ni verjel, da je Davoutov korpus sam porazil glavnino pruske vojske. Na njegovo poročilo se je odzval  izjavo  "Maršal je verjetno videl dvojno!", s čimer je namigoval na maršalov slab vid. Ko so stvari postale bolj jasne, so sledile same hvale.  Bernadotte je bil strogo kaznovan in skorajda odpuščen, ker je pri  Auerstedtu ponoči sicer dobil protislovne ukaze, vendar ni ukrepal po lastni presoji in ni sodeloval v nobeni bitki.  Davout je za nagrado postal vojvoda Auerstedt. Lannes, ki je bil junak Jene, ni bil odlikovan.
Na pruski strani je bil vojvoda brunsviški v Auerstedtu smrtno ranjen in je čez nekaj dni umrl. Bežeči ostanki pruske vojske se po njegovi smrti niso mogli uspešno upirati Muratovi brezobzirni konjenici. Po kapitulaciji v Erfurtu 16. oktobra je večina preživele pruske vojske skoraj brez odpora prišla v francosko ujetništvo. 17. oktobra je Bernadotte v bitki pri Halleju zdrobil prusko rezervno armado pod poveljstvom württemberškega vojvode Evgena Friderika Henrika in se pri Napoleonu do neke mere   odkupil za prejšnje napake. Davout je svoj izčrpan III. korpus 25. oktobra pripeljal v Berlin.
Hohenlohejeve sile so se vdale 28. oktobra po bitki pri  Prenzlau. Vdaji je kmalu sledila Pasewalška kapitulacija. Francozi so 30. oktobra dohiteli in zajeli majhne pruske kolone pri Boldekowu, 1. novembra pri Anklamu, 3. novembra pri Wolgastu in 5. novembra pri  Wismarju. Na koncu tako imenovanega "zasledovanja treh maršalov (Bernadotte, Murat in Soult)", so Francozi pri Lübecku obkolili Blücherjeve in Winningove enote in jih 6. in 7. novembra uničili.  Obleganje Magdeburga se je končalo 11. novembra z Neyevo osvojitvijo trdnjave. Manjše pruske enote so se še upirale, Napoleonov cilj pa je zdaj postala Rusija.
Martin van Creveld je o Napoleonovem poveljevanju v bitki pri Jeni zapisal:
Napoleon v Jeni ni vedel ničesar o glavnih dogajanjih tistega dne. Pozabil je na dva svoja korpusa, tretjemu in morda tudi četrtemu ni izdal nobenega povelja in bil presenečen nad akcijo petega. Razen tega je eden od njegovih glavnih podrejenih častnikov izkazal neposlušnost, ki bi se za nižjega  častnika končala pred strelskim vodom.  Napoleon je vsem tem napakam navkljub zmagal in dosegel morda največji posamični triumf v svoji karieri.